# ギブソン・ES-175

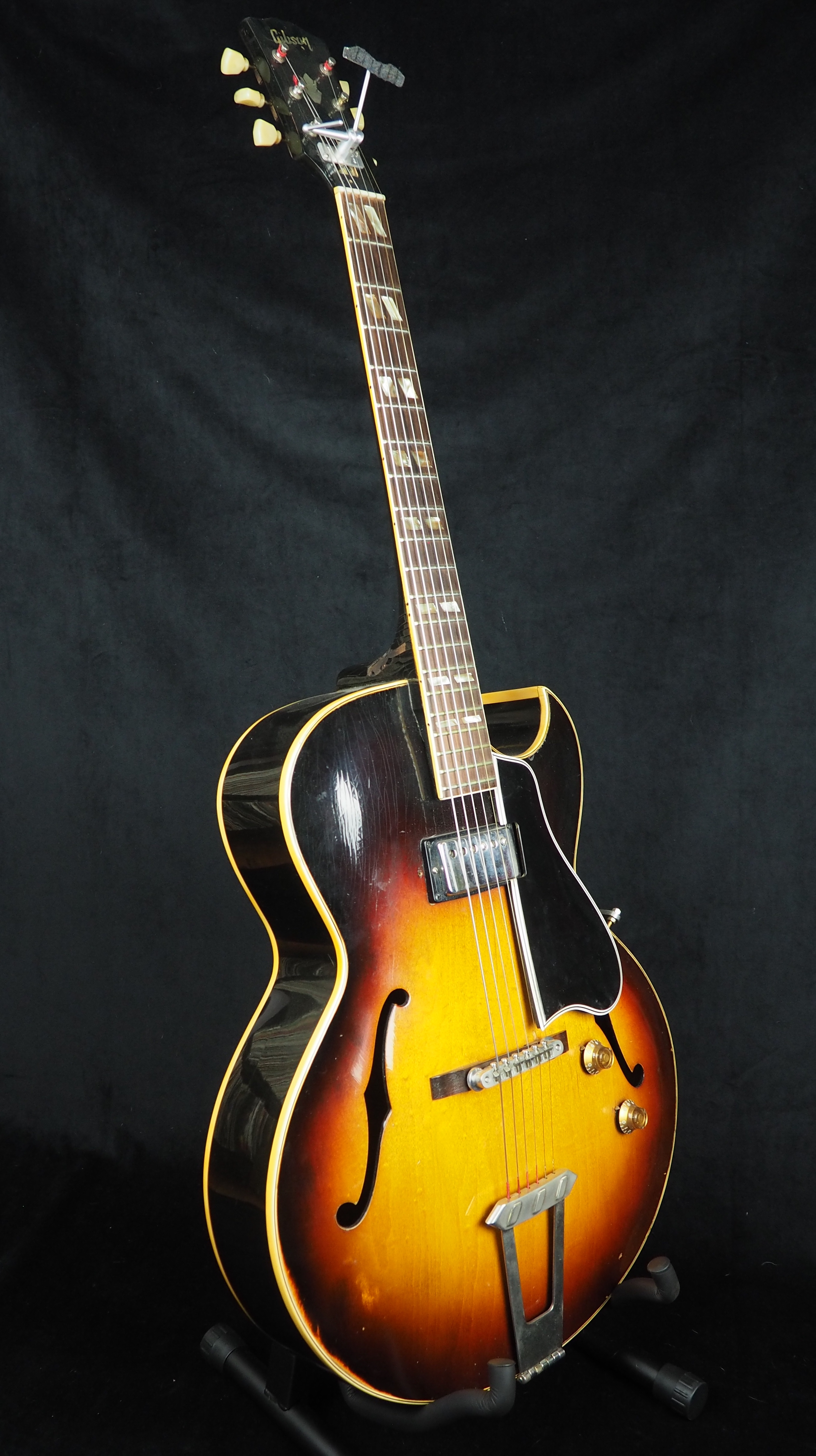
Herb Ellis's 1953 Gibson ES-175

ES-175はギブソン製のジャズギターの歴史の中で最も有名な物の一つであるフルアコースティックエレキギターである。24 3/4インチ 628.65mmスケールのネックにブランコテールピースとフル中空ボディにチューン-O-マチックブリッジ等のスペックを持つ。1949年より68年間連続生産されたが、2019年のギブソンのラインナップからは削除された。

## 概要
シングルまたはデュアルピックアップのアーチトップエレキギターである。ギブソンのL-5やスーパー400とは異なり、ラミネート構造になっており、材料と構造のコストを抑え、大音量のフィードバックを扱うのに役立った。
ES-175には、平行四辺形のインレイが付いたローズウッド指板、3インチ幅の深いボディ、フローティングブリッジ、1つまたは2つのハムバッカー（最新のモデルには、ギブソンの57クラシックピックアップ、1950年代後半のPAFピックアップのレプリカ）、20フレットが採用された（以前のモデルは19フレット）。ピックアップごとに独立したボリュームおよびトーンコントロールが付いている。ネックは標準的なギブソンスケールの24.75インチで、通常はナチュラルのサンバースト仕上げだが、ギブソンは黒、白、ワインで限定されたランを生み出した。ハードウェアは通常、クロムまたはニッケルであり、ゴールドプレートは限定版だった。
ES-175は、ギブソンのハイエンドアーチトップモデルの安価な代替品として設計された。

## 歴史
ES-175は1949年にL-5に代わるギブソンのミッドレベルラミネートトップとして、またL-4のエレキバージョンとして登場した。また、スタイリッシュなフィレンツェのカッタウェイを備えた最初のギブソンエレキギターだった。その最初のモデルは1つのシングルコイルピックアップ（P-90）と彫刻が施されたローズウッドブリッジがあった。モデルの名前は、175ドルの販売価格から由来している。1953年に、2ピックアップモデルであるES-175Dが導入された（これ以前は、2ピックアップモデルはカスタムオーダーでき、ピックアップごとにボリュームノブが付いており、マスタートーンが下部に配置されていた）。ES-175またはES-175Dは、サンバースト仕上げまたはナチュラル仕上げのいずれかで注文できた。
1957年2月から、ES-175にはハムバッカーが装備された。Pat Methenyなどの多くの新しいジャズギタリストは、これらを使用してJoe PassとWes Montgomeryの"heart"L5 のサウンドをエミュレートした。ハムバッカーを搭載したES-175は、その豊かな音色が高く評価された。
1969年、ノーリンがCMI（シカゴ楽器）からギブソンを買収する少し前に、ギブソンはヘッドストックの角度を17度から14度に変更するなど、ライン全体の変更をし始め、ワンピースのマホガニー材の代わりにスリーピースのメイプル材に変更し、ネック裏にボリュートの膨らみを追加した。ES-175は、1970年代半ばまでこれらの変更をほとんど免れた。1976年、3ピースのメイプルネックがワンピースのマホガニーネックに置き換わり、ボリュートが追加され、木製のブリッジがナッシュビルタイプのブリッジに置き換えられた。
1970年代半ばまでに、ギブソンはシングルピックアップモデルを廃止した。
1976年、ギブソンはES-175の薄型ボディモデルであるES-175Tを発表した（より多くの豪華なアポイントメントを持つES-125TCDによく似ていた）。それは3年間生産され、サンバースト、より高価なナチュラル、そしてワインレッドの色展開だった。モデルは人気がなく、1979年に廃止された。
2002年に、ギブソンはスティーブ・ハウの1964年 ES-175に基づいたハウのシグネーチャーモデルをリリースした。2012年に、ギブソンは1959 ES-175復刻版、シングルピックアップおよびデュアルピックアップモデルの2種をリリースした。それは1970年代以来最初の量産ES-175シングルピックアップモデルであった。
ジャズギタリストJoe PassがES-175を演奏し、caに寄付された。1962年以来、このモデルのギターは、ジャズギタリストだけでなく、Elvis PresleyのギタリストであるScotty Mooreは、ES-295、デュアルP-90搭載、すべてゴールドのES-175を演奏した。スティーブハウはES-175も使用している。ギブソンは、オリジナルの1953年 ES-175の署名の再発行として、Herb Ellis ES-165をリリースした。Roddy Frameは、Aztec Cameraの最初の数年間はこれを使用していた。
エピフォンはまた、唯一の金色と黒の色のES-175モデルを生産していた。このモデルには、アーチ型の背もたれがあり、また2つのアルニコワックスディップハムバッカーが装備されている。オリジナルのトリミングがすべて施されたES-295に加え、B-7ビグスビービブラートテールピース付きも生産された。

## バリエーション

### ES-295

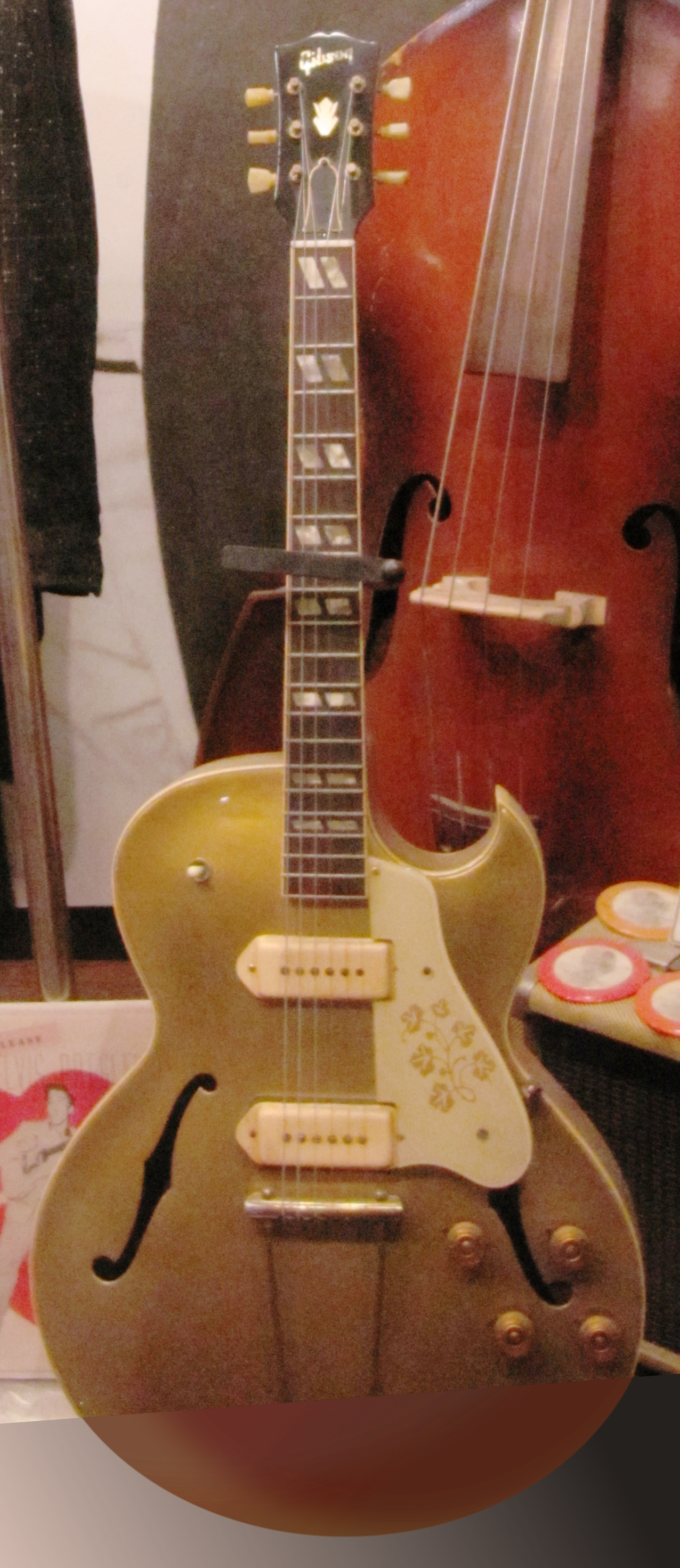
Gibson ES-295 displayed at Sun Studio)

Gibson ES-295がSun Studiosに表示された。
ES-295は、ES-175の高級バージョンとして1952年5月に導入された。ES-175と同じ仕様を共有しているが、Gibson's Bullion Goldで提供され、フローティングブリッジではなく、ブリッジ上をループする弦を備えたトラピーズブリッジ/テールピースの組み合わせが特徴だった。また、透明なプラスチック製のピックガードはクリーム色でバックペイントされ、金色の花柄のエンボス加工が施されていた。ES-295プロトタイプは、負傷した退役軍人に金のES-175を贈りたいと望んだレスポールの要請でギブソンによって1951年に建てられた。
1959年に廃止され、1957年以来装備されていたハムバッカーとは異なり、以前のP-90ピックアップデザイン、および元のトラピーズテールピースデザインに代わるBigsbyビブラートテールピースが1994年に再生産された。Epiphoneは韓国（サミック）製のES-295モデルをリリースした。これもP-90とBigsbyを搭載していた。ギブソンメンフィスは、P-90とオリジナルのトラピーズテールピースデザインを備えた1952 ES-295のレクリエーションをリリースした。
注目すべきES-295プレーヤーには、50年代前半にレスポールとツアー中にプレーしたメアリーフォード、エルビスプレスリーとのほとんどのサンレコーディングでES-295をメインギターとして使用したスコッティムーアとジョーディーウォーカーのキリング・ジョークらが含まれる。